# 茹拉沃克
51°52′48″N 31°40′47″E / 51.88000°N 31.67972°E
茹拉沃克（烏克蘭語：Журавок），是烏克蘭北部的村莊，隸屬切爾尼希夫州的科留基夫卡區。該村面積0.3平方公里，海拔高度139米，2001年人口43，人口密度每平方公里143.3人。